# マンスール・アリー
アル＝マンスール・アリー（アラビア語: الملك المنصور علي　転写：al-Malik al-Manṣūr 'Alī）は、マムルーク朝（バフリー・マムルーク朝）のスルターン（在位：1257年 - 1259年）。第2代スルターン・イッズッディーン・アイバクの子。母はアイバクの先妻であり、アイバクとの離婚を強いられた。

## 生涯
1257年、アイバクが後妻のシャジャル・アッ＝ドゥッルによって暗殺され、さらにシャジャル・アッ＝ドゥッルがマンスール・アリーの生母の命令によって殺害されると、スルターン位の世襲の慣習が存在しないマムルーク朝は混乱をきたす。正統な継承者が選出されるまでの間、15歳のマンスール・アリーが暫定的にスルターンに即位し、将軍のムザッファル・クトゥズが執権と総司令官を兼任した。
1258年のアッバース朝の滅亡後にアラブ世界はモンゴル帝国の侵攻という難局に直面する。「若年のスルターンに難局に対処する能力は無く、確固たる信念を持つ人物をスルターンとするべきである」と主張するクトゥズにより、マンスール・アリーは廃位される。マンスール・アリーは母と弟ともに捕らえられ、1259年11月にクトゥズがスルターンに即位した。
マンスールは家族とともにダミエッタに移送され、後にコンスタンティノープルに送られた。